# Hatvanezer Fa Egyesület
A Hatvanezer Fa Egyesület egy békéscsabai székhelyű egyesület, amely 2019-ben alakult. Fő célja, hogy a globális környezeti problémák megoldására lokális megoldásokat adjon, és ehhez bevonja a lakosság minél szélesebb körét. Az egyesülethez egy kb. 9200 tagú Facebook-csoport is kapcsolódik, melynek tagjai önkéntes tevékenységükkel, pénzadományokkal, tárgyi eszközökkel segítik az egyesület működését. Az egyesület jogosult a személyi jövedelemadó (SZJA) 1 százalékának fogadására.

## Fő cselekvési irányok
Az egyesület öt fő cselekvési irányt tűzött ki maga elé:

### Városfásítás
Közösségi faültetés Békéscsaba közterületein, az önkormányzattal történő folyamatos egyeztetések alapján. A kiültetett fák konkrét emberekhez, csoportokhoz, akár cégekhez, szervezetekhez köthetők, akik/amelyek többnyire az ültetés utáni utógondozást is vállalják.

### Őserdő program
Olyan örökerdők „kialakítása”, elindítása, amely önfenntartó, fajokban gazdag, minél több és minél jobban együttműködő élő közösséget alkot növényekből, állatokból, mindenféle talajlakóból, gombákból, mikroszkopikus élőlényekből. Siker, hogy vannak áldozatos földtulajdonosok, akik a saját földterületeiket az egyesület közreműködésével ilyen célokra alakították át.  Az első területet Ancsin István ajánlotta fel ilyen célra, ahol a 3,5 hektáron a közösség 300 000 makkot vetett el. 2023-ban az egyesület által telepített erdőterület már 30 hektár volt.

### Zöld folyosók - dűlő program
A Békéscsabát körülölelő szántók mellett több száz kilométer hosszú dűlőúthálózat van. Az utak szélein alig vannak fák, sőt gyakran semmilyen növényzet sincs. A félsivataggá válás ellen a dűlők fásítása döntő lehet. Ez a tevékenység a Békéscsaba–Murony–Mezőberény tengely mentén indult meg.

### Vizes élőhely program
Békéscsaba területének jó része valaha mocsaras, felszíni vizekben bővelkedő vidék volt. Mára ez szinte teljesen eltűnt, mert a vízrendezés, a táj átalakítása a szántóknak kedvezett. A vízimadarak, a vízi élőlények ennek következtében szinte mind eltűntek. Az egyesület fontos feladatának tartja a vizes élőhelyek visszaállítását.

### Öregerdő program
Az öregerdőt a tizenkilencedik században ültették, a huszadikat végigélte, és most a huszonegyedikben is kiválóan érzi magát. A megyében ez az egyik legidősebb állomány. Fennmaradása annak köszönhető, hogy az erdészek évtizedek óta védték, rejtegették. Az erdész generációk stafétaszerűen adták tovább az öregerdő védelmét, és most szeretnék az egyesületet is bevonni ebbe a feladatba. Ezt az erdőfoltot nem kirándulóhelynek szánják, mert vannak olyan helyek, ahol a háborítatlanság a legfontosabb.

## Az egyesület megalakulása, tevékenysége
A Hatvanezer Fa Egyesület hivatalos alapítása 2019. augusztus 30-án történt, az egyesületet 2019. augusztus 16-án jegyezték be. Első elnöke Ulbert Zoltán, alelnökei Duray Balázs és Poliák Pál lettek. Az egyesületet alapításától kezdve önkéntes szakértők (közgazdász, geográfus, vadász, erdész, parképítész, vízépítő mérnök, vízügyi szakember) segítették.
Az első nagy, sok embert megmozgató közösségi tevékenység a 2019. október 2-án megindított makkgyűjtés volt. Ezt egy öt részből álló videósorozat segítette, melyben Frankó Róbert, az egyesület erdész szakértője ismertette a legfontosabb tudnivalókat. A november végéig tartó akcióban az önkéntesek mintegy 300 000 makkot gyűjtöttek, ezek elsősorban az Ancsin I. erdőbe kerültek. Az első nagy közösségi faültetés 2019. december 8-án volt (Csótó-erdő), itt 450 facsemetét ültetettek el az egyesület aktivistái.

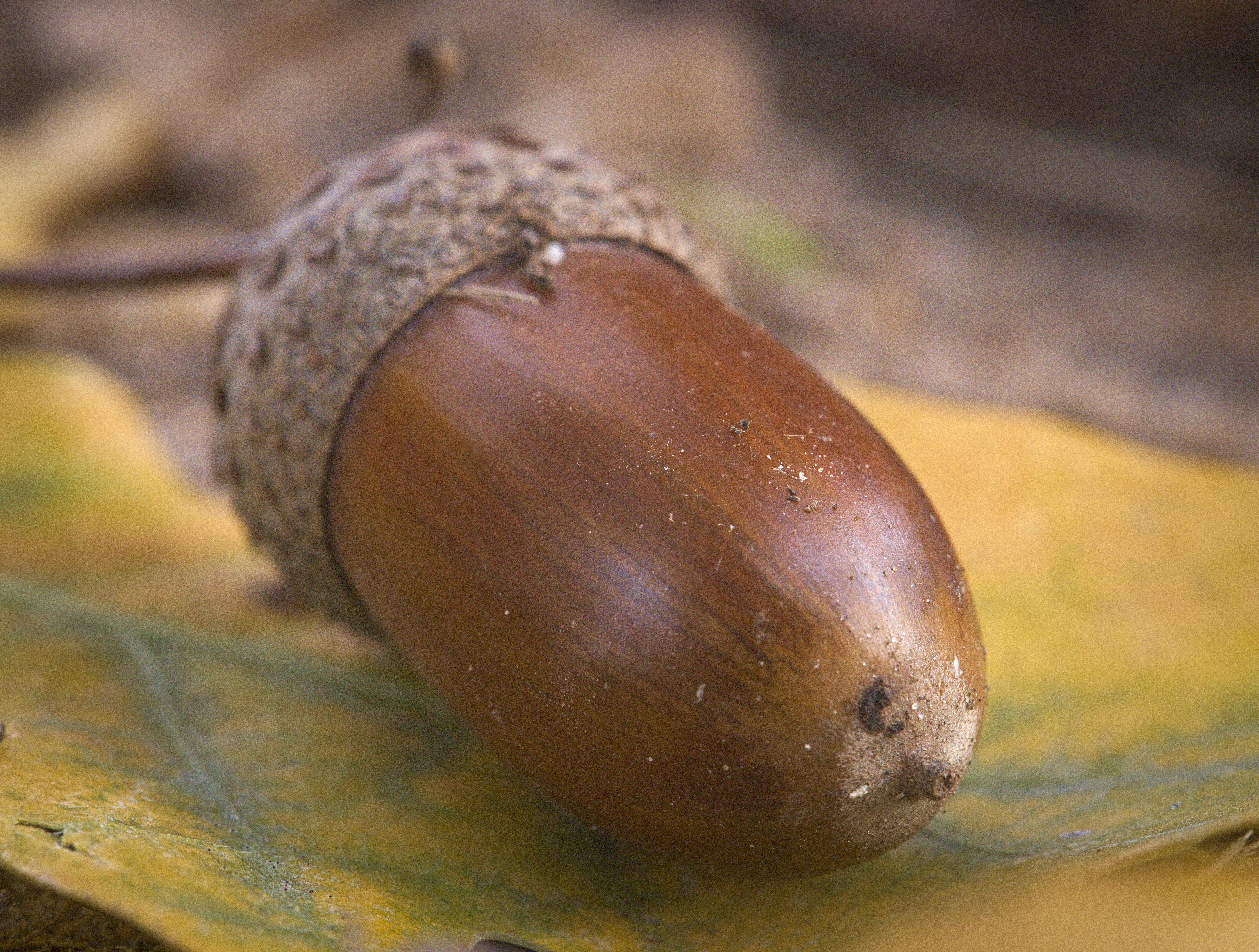
Kocsányos tölgy makkja.
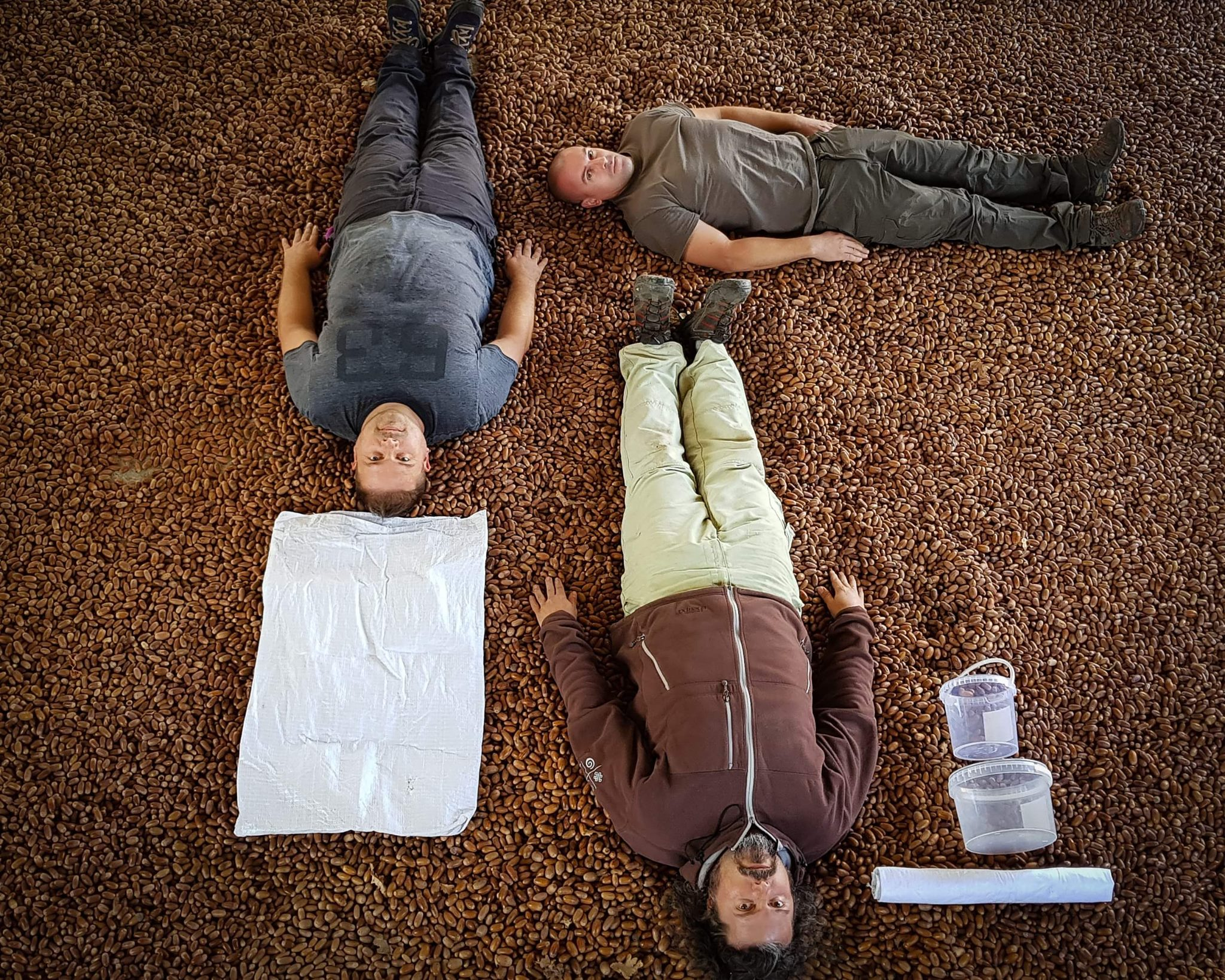
A 2019-ben gyűjtött makkok egy része az egyesület három tagjával.
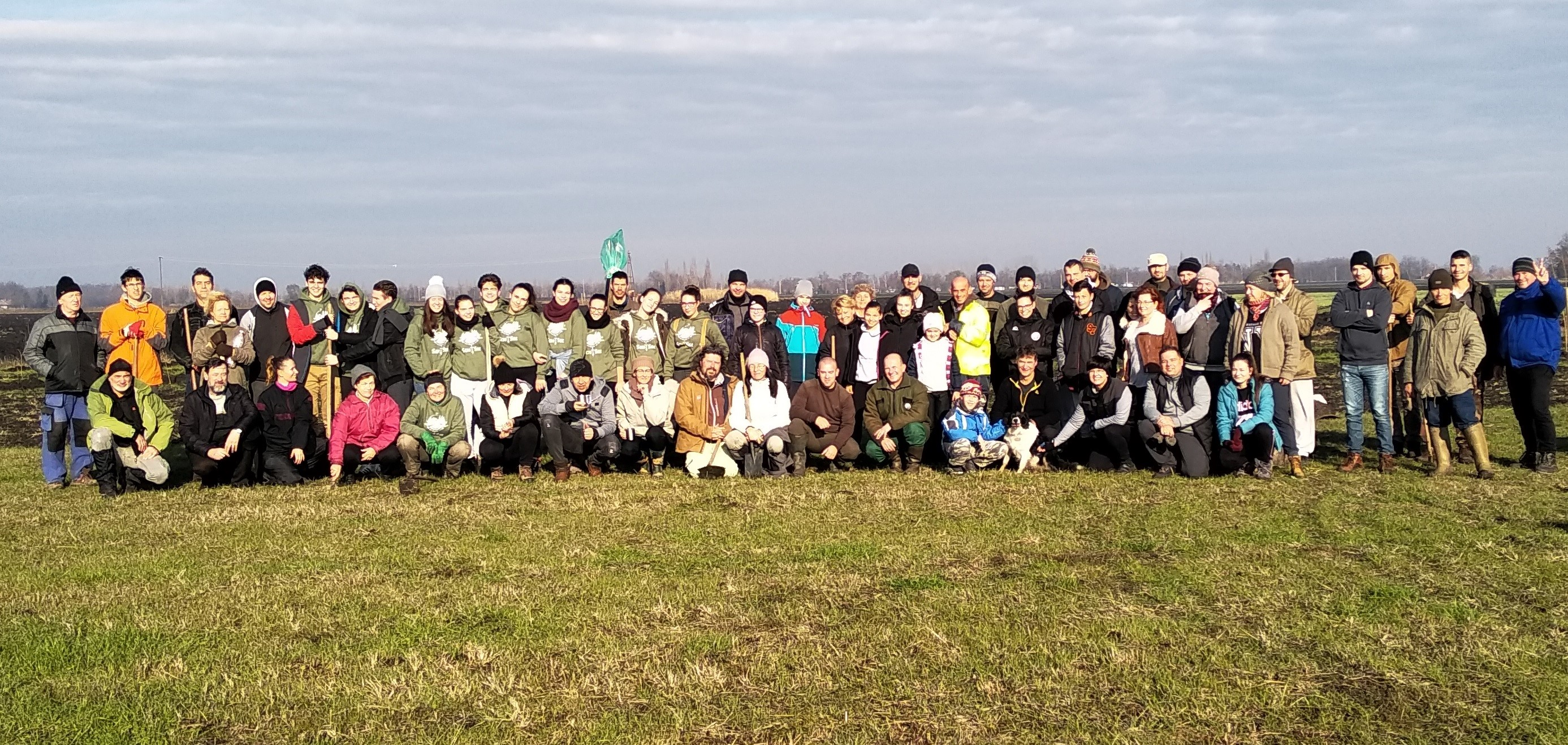
Az első nagy közösségi faültetés résztvevői (Csótó-erdő, 2019. 12. 08.).

További jelentős feladat volt az erdőterületek kerítéseinek megépítése, amelyek a vadkár megelőzését szolgálják. Sok békéscsabai vett részt 2021 és 2022 nyarán a facsemeték nyári locsolásában, melyre a rendkívül aszályos időjárás miatt volt szükség. Minden ősszel pedig a makkgyűjtés adott feladatot az önkénteseknek. Ezekbe a tevékenységekbe sikerült bevonni a város fiatalságát is: óvodások, általános és középiskolás diákok gyűjtötték a makkot és segítettek a locsolásokban. Az ő munkájuk elismeréseként az egyik erdőterület a Garabonciás erdő elnevezést kapta. (A név a Garabonciás Napok elnevezésű rendezvényre utal, amely Békéscsaba minden évben megrendezett középiskolás diákfesztiválja.)

## Elért eredmények
Az egyesület eddig (2023. június) elért eredményei:
- 1637 db városi fa elültetése
- 5000 kg makk gyűjtése és elültetése.
- 30 hektár erdőtelepítés
- 7125 m zöldfolyosó telepítés

Különösen sok önkéntes aktivista vett részt a makkgyűjtésben, illetve 2021 és 2022 nyarán a facsemeték öntözésében.

## Fabatka
Az egyesület a közösség érdekében végzett munkát a Fabatka elnevezésű "forgatható kedvezményjeggyel" díjazza. A Hatvanezer Fa Egyesület munkáját elismerő vállalkozók, cégek, szervezetek kedvezményeket adnak a Fabatkáért, majd a kapott Fabatkáért ők is kedvezményeket kaphatnak másoktól.

„Négy év alatt, ezrek önzetlen részvételével létrehozott harminc hektár őshonos erdő, bennük fácskák százezrei, városunkban és környékén ültetett és gondozott fák további ezrei, számtalan közösségi érzékenyítő és cselekvő program adja a Fabatka tölgy keménységű alapját. Innentől fogva minden egyeztetett önkéntes eseményen Fabatkát ajándékozunk. Aki pedig elfogadja és használja a Fabatkát, ezt az alapot erősíti.”

|  |  |  |